# Marie-Antoinette d'Autriche-Este
Pour les articles homonymes, voir Marie-Antoinette d'Autriche (homonymie).
 (juillet 2019).
Si vous disposez d'ouvrages ou d'articles de référence ou si vous connaissez des sites web de qualité traitant du thème abordé ici, merci de compléter l'article en donnant les références utiles à sa vérifiabilité et en les liant à la section « Notes et références ».
Marie-Antoinette d'Autriche-Este (21 octobre 1784 - 8 avril 1786) est une fille de l'archiduc Ferdinand d'Autriche-Este, gouverneur du duché de Milan, et de la duchesse Marie-Béatrice d'Este, elle est la petite-fille de l'impératrice Marie-Thérèse et la nièce, entre autres, de la reine de France Marie-Antoinette d'Autriche. Elle est une princesse de Modène par naissance et une archiduchesse d'Autriche-Este.